# Zbiroża
Zbiroża – wieś w Polsce położona w województwie mazowieckim, w powiecie żyrardowskim, w gminie Mszczonów.
W skład sołectwa Zbiroża wchodzi także wieś Dwórzno.
Wieś szlachecka Zbiorsa położona była w drugiej połowie XVI wieku w powiecie tarczyńskim ziemi warszawskiej województwa mazowieckiego. W latach 1975–1998 miejscowość administracyjnie należała do województwa skierniewickiego.
Na terenie miejscowości znajduje się m.in. ośrodek rekreacyjny mszczonowskiego Hotelu Panorama, Stawy Świętej Anny i remiza ochotniczej straży pożarnej.